# 風早神社
風早神社（かざはやじんじゃ）は、千葉県松戸市上本郷にある神社。旧社格は村社。

## 祭神
- 経津主命（香取大明神）
- 武甕槌命（鹿島大明神）（相殿）
- 天児屋根命（春日権現）（相殿）

## 歴史
「風早」という名称には、千葉常胤の孫に当たる風早四郎胤康が葛飾郡上本郷村の地に館を設けて風早庄（もと風早郷）を治めたことから由来している。創建年代は不詳であるが、風早氏の居館跡に経津主命を勧請したことが始まりとされており、風早庄内119ヶ村の総鎮守として崇敬されてきた。
戦国時代には、小金城主の高城氏（高城治部少輔胤忠）より三百石相当の社地を受領し、時代が下ると徳川家康より五石の朱印地を寄進されて庇護されていた。また、旗本としてこの地を治めていた佐野氏からも寛文年間以来度重なる社殿修理に協力したことや1695年（元禄8年）9月の祭礼には神輿の寄進を受けたという記録もある。その後、1906年（明治39年）に明村の村社に指定される。

## 文化財

### 無形民俗文化財（市指定）
- 松戸の獅子舞

市内大橋・和名ヶ谷・上本郷の3地区に伝わる獅子舞であり、三匹の獅子、太鼓、笛などで構成されている。五穀豊穣や悪霊退散を祈る行事として行われてきたが、その起源と由来は不明である。

## 現地情報
所在地
- 千葉県松戸市上本郷2599番地

交通アクセス
- 最寄駅：京成松戸線上本郷駅下車後、徒歩約4分（経路案内）